# San Mango sul Calore
San Mango sul Calore là một đô thị (commune) thuộc tỉnh Avellino trong vùng Campania của Ý. San Mango sul Calore có diện tích 14 km2, dân số là 1235 người. Các đô thị giáp ranh gồm: Castelvetere sul Calore, Chiusano di San Domenico, Lapio, Luogosano, Paternopoli và Taurasi.
Phía đông Napoli và phía bắc Salerno, cự ly khoảng 20 km so với thành phố Avellino.